# Saint-Romain (Puy-de-Dôme)
Saint-Romain is een gemeente in het Franse departement Puy-de-Dôme (regio Auvergne-Rhône-Alpes) en telt 216 inwoners (2004). De plaats maakt deel uit van het arrondissement Ambert.

## Geografie
De oppervlakte van Saint-Romain bedraagt 15,5 km², de bevolkingsdichtheid is 13,9 inwoners per km².
De onderstaande kaart toont de ligging van Saint-Romain (Puy-de-Dôme) met de belangrijkste infrastructuur en aangrenzende gemeenten.

## Demografie
Onderstaande figuur toont het verloop van het inwonertal (bron: INSEE-tellingen).